# Edvard Martyren
Edvard Martyren född cirka 962, död 18 mars 978 efterträdde sin far Edgar som engelsk kung 975.

## Biografi
Edvard var son till Edgars älskarinna Ethelfleda.
Han mördades efter några år. Då mordet begicks av "icke-religiösa" motståndare och Edvard ansågs vara en god kristen kanoniserades han som Sankt Edvard Martyren 1001. Flera mirakel ansågs ha ägt rum vid hans reliker.

### Motiv och detaljer kring mordet
Edvards trontillträde motarbetades av styvmodern, drottning Elfrida, som istället ville att hennes son, Ethelred, skulle bli kung. Edvard hade dock mer stöd däribland av S:t Dunstans och Witenagemot. Kung Edvard "var en ung man med stor hängivenhet och utmärkt uppförande. Han var ortodox, god och av heligt liv. Dessutom älskade han Gud och kyrkan över allt annat. Han var generös mot de fattiga och en tillflykt för de goda, den kristna trons förkämpe, ett kärl fyllt av varje dygdigt behag." 
Vid Edvards trontillträde pågick svält i riket, och våldsamma attacker riktades mot klostren av betydelsefulla adelsmän som eftertraktade de landområden som Edvards far, kung Edgar, hade donerat till klostren. Många kloster förstördes och munkarna tvingades att fly. Kungen stod dock fast, tillsammans med ärkebiskop Dunstan, till kyrkans och klostrens försvar. På grund av detta beslutade en del adelsmän att avsätta honom och ersätta honom med hans yngre bror Ethelred.  
18 mars 978 var kungen ute på jakt nära Wareham i Dorset. Han bestämde sig för att besöka sin yngre bror Ethelred som växte upp i sin mor Elfridas hus vid Corfe Castle, nära Wareham. Han anlände ensam till slottets nedre del, utan sitt jaktsällskap. Han satt fortfarande till häst då han av Elfrida erbjöds ett glas mjöd, och medan han drack knivhöggs han bakifrån av en man i drottningens sällskap. Ethelred själv var bara tio år, så han var knappast inblandad i mordet.

### Historien om hans reliker
Legenden om S:t Edvards reliker börjar vid hans död (martyrdom). Direkt efter mordet, föll liket ur sadeln och släpades med en fot i stigbygeln tills den föll i ett vattendrag vid nedanför den kulle där Corfe Castle ligger (vattendraget ansågs därefter ha helande egenskaper - särskilt för blinda). Drottningen beordrade då att kroppen snabbt skulle gömmas i en närliggande hydda. Där bodde dock en kvinna som hade varit blind sedan födseln, och som fick bo där som en välgörenhetsgest av drottningen. Under natten fyllde ett underbart ljus hela hyddan och kvinnan skrek "Herre, visa nåd!" och hon kunde plötsligt se och upptäckte därmed liket efter kungen. På hyddans plats står nu en kyrka. 
I gryningen fick drottningen reda på miraklet och blev bekymrad och beordrade att liket skulle begravas i ett träsk. Ett år efter mordet sågs en eldpelare över den plats där liket gömts, och den lyste upp hela trakten. Några av de boende tog upp kroppen och en källa med rent vatten sprang upp på platsen. En stor grupp sörjande tog kroppen till kyrkan Most Holy Mother of God i Wareham och begravde den i kyrkans östra ände 13 februari 980. En rad påföljande mirakel ledde till att relikerna togs till Shaftesbury Abbey. När relikerna togs upp ur graven var de hela och oförstörda. Överflyttandet av relikerna genomfördes i en stor procession 13 februari 981 och ankom till Shaftesbury sju dagar senare. Relikerna mottogs av nunnorna och gavs en kunglig begravning vid altarets norra del. På vägen från Wareham till Shaftesbury inträffade ytterligare ett mirakel; båren sänktes till två handikappade mäns höjd, och de återfick sin hälsa. Processionen och dessa händelser iscensattes tusen år senare, 1981.
1001 observerades att graven där helgonet låg regelbundet rörde sig uppåt. Kung Ethelred fylldes av glädje och beordrade biskoparna att lyfta upp hans brors grav från marken till en mer passande plats. Då graven öppnades strömmade en underbar doft från den - så att alla närvarande "trodde de var i paradiset". Biskoparna bar sedan iväg relikerna från graven och placerade dem i en helig plats för helgon, med andra heliga reliker. Detta skedde 20 juni 1001.  
Kung Ethelred beordrade att helgonets tre festdagar (18 mars, 13 februari och 20 juni) skulle firas i hela England. Shaftesbury Abbey omdedicerades till Guds moder och S:t Edvard. Shaftesbury bytte namn till "Edwardstowe", men fick tillbaka namnet Shaftesbury efter reformationen. Många mirakel nedskrevs om S:t Edwards grav, däribland helande av spetälska och blinda. 
Under 1500-talet, under Henrik VIII upplöstes många kloster och många heliga platser förstördes, men S:t Edvards kvarlevor var så väl gömda att de undgick skändning.
1931 återupptäcktes relikerna av Mr. Wilson-Claridge vid en arkeologisk utgrävning, och deras identitet bekräftades av osteologen T.E.A. Stowell.
Omkring 1982 donerade Mr. Wilson-Claridge relikerna till Rysk-ortodoxa kyrkan utanför Ryssland, som placerade dem i en kyrka i Woking, Surrey. Brödraskapet St. Edward Brotherhood of monks bildades där och kyrkan fick namnet St Edward the Martyr Orthodox Church.